# Приока
Прио̀ка (на италиански: Priocca; на пиемонтски: Peiruca, Пейрука) е село и община в Северна Италия, провинция Кунео, регион Пиемонт. Разположено е на 253 m надморска височина. Населението на общината е 2018 души (към 2010 г.).